# Dudley Zoo and Castle
Koordinaten: 52° 30′ 50,2″ N, 2° 4′ 47,6″ W

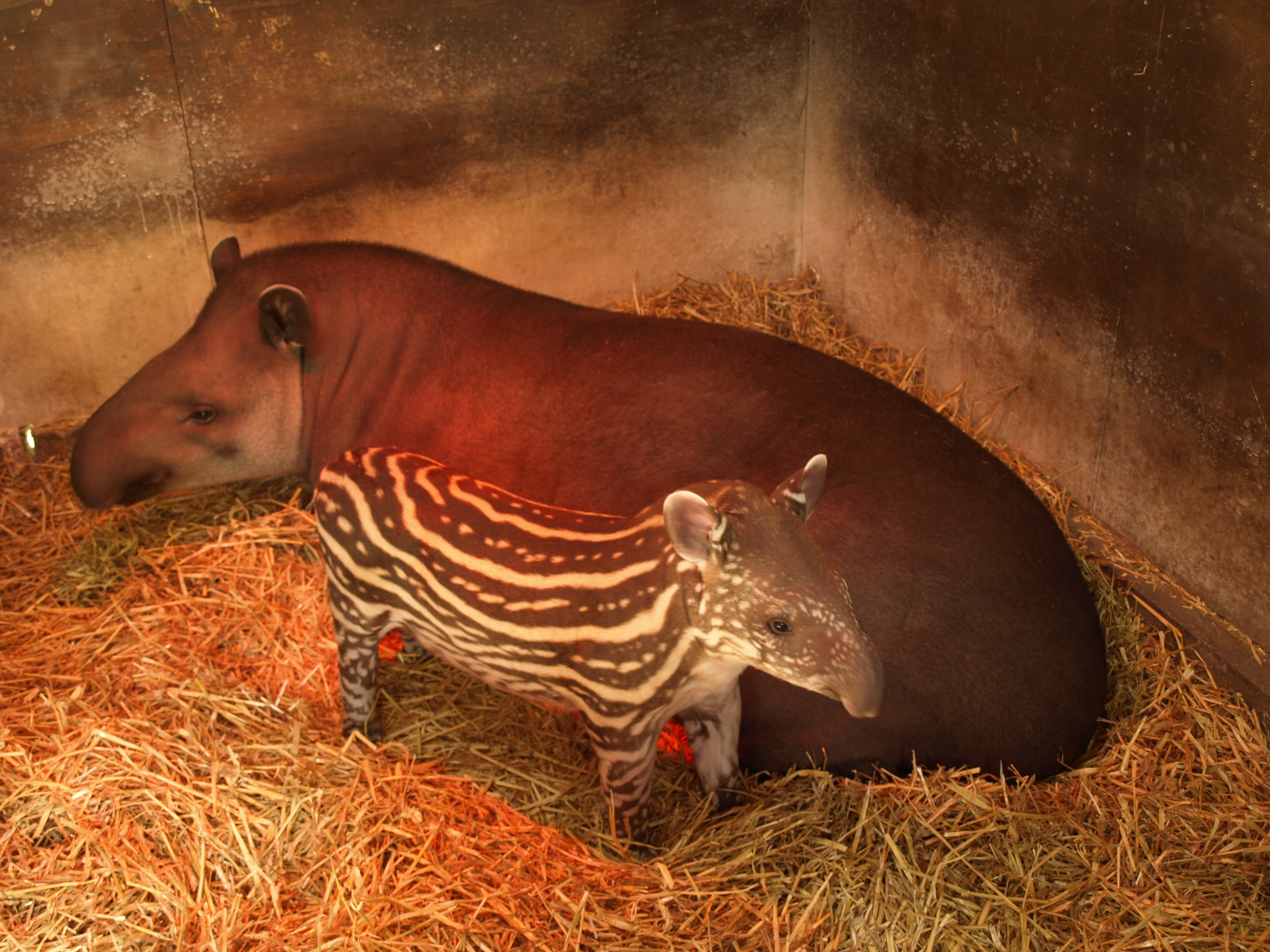
Flachlandtapir mit Jungtier in infrarot beheizter Wurfbox

Dudley Zoo and Castle, meist kurz Dudley Zoo genannt, ist ein Zoo, der sich in Dudley in der Grafschaft West Midlands in England befindet. Die Großstadt Wolverhampton liegt in einer Entfernung von knapp zehn Kilometern im Nordwesten. Der Zoo ist Mitglied bei der European Association of Zoos and Aquaria (EAZA) und der British and Irish Association of Zoos and Aquariums (BIAZA). Er wird jährlich von rund 300.000 Gästen besucht.

## Geschichte
Die Idee, das Gelände um das im Familienbesitz befindliche Dudley Castle in einen Zoologischen Garten umzuwandeln, stammte von seinem damaligen Besitzer William Ward, 3. Earl of Dudley, der die Ländereien von William Ward, 2. Earl of Dudley geerbt hatte. Der Zoo wurde von einem Team von Architekten (Tecton Architects) unter Leitung von Berthold Lubetkin im Stil des Modernismus gestaltet. Die aus Stahlbeton gefertigten Gebäude sorgten aufgrund ihrer ungewöhnlichen Formgestaltung für gesteigertes Interesse. Lupetkin hatte bereits im London Zoo einige bemerkenswerte Anlagenteile entworfen.
Im Mai 1937 wurde der Tierpark als Dudley Zoological Gardens eröffnet. 1970 erwarb ihn die Scotia Leisure Group. Die 1978 gegründete West Midlands Zoological Society übernahm den Zoo und leitet ihn seitdem unter dem Namen Dudley Zoo and Castle.
Das Ziel des Dudley Zoo and Castle ist es, den Besuchern Bildungs- und Naturschutzaktivitäten anhand der gezeigten Tieren näherzubringen, die Geschichte des Castles und der Geologie zu erläutern und auf die Bedeutung des architektonischen Designs hinzuweisen.

## Anlagenkonzept
Die aktuellen Anlagen für die Tiere bilden einen markanten Kontrast zu der im Zentrum des Geländes befindlichen Burgruine des Dudley Castle, dessen steinerner Bau bereits im 11. Jahrhundert begonnen wurde. Die modernen, 1937 von Lupetkin entworfenen Gebäude und Anlagen wurden später teilweise abweichend genutzt. Beispielsweise fanden im ursprünglich als Vogelhaus konzipierten Gebäude zeitweise Ausstellungen statt und es ist inzwischen in den Anlagenbereich für Asiatische Löwen eingegliedert. Ein neues Vogelhaus mit einer Freiflughalle sowie eine separate Anlage für Papageien (Lorikeet Lookout) ersetzten das ursprüngliche Vogelhaus. Im Laufe der Jahre wurden viele Anlagen den geänderten Erfordernissen für die Haltung von Tieren angepasst. Der Zooeingang wurde um einige Meter verlegt, die historische gewellte Eingangskonstruktion mit den ineinandergreifenden S-förmigen Dachabdichtungen blieb jedoch an der ursprünglichen Stelle erhalten. Da sich die zentralen Anlagen auf einem leicht erhöhten Niveau befinden, wurde ein Sessellift installiert, der hinter dem ehemaligen Zooeingang bis zum Fuße der Burgruine führt. Neben den Anlagen für die Tiere gibt es auf dem Gelände auch ein Bildungs- und Informationszentrum, Kinderspielplätze, einen Picknick-Bereich sowie Restaurants und Souvenirläden.

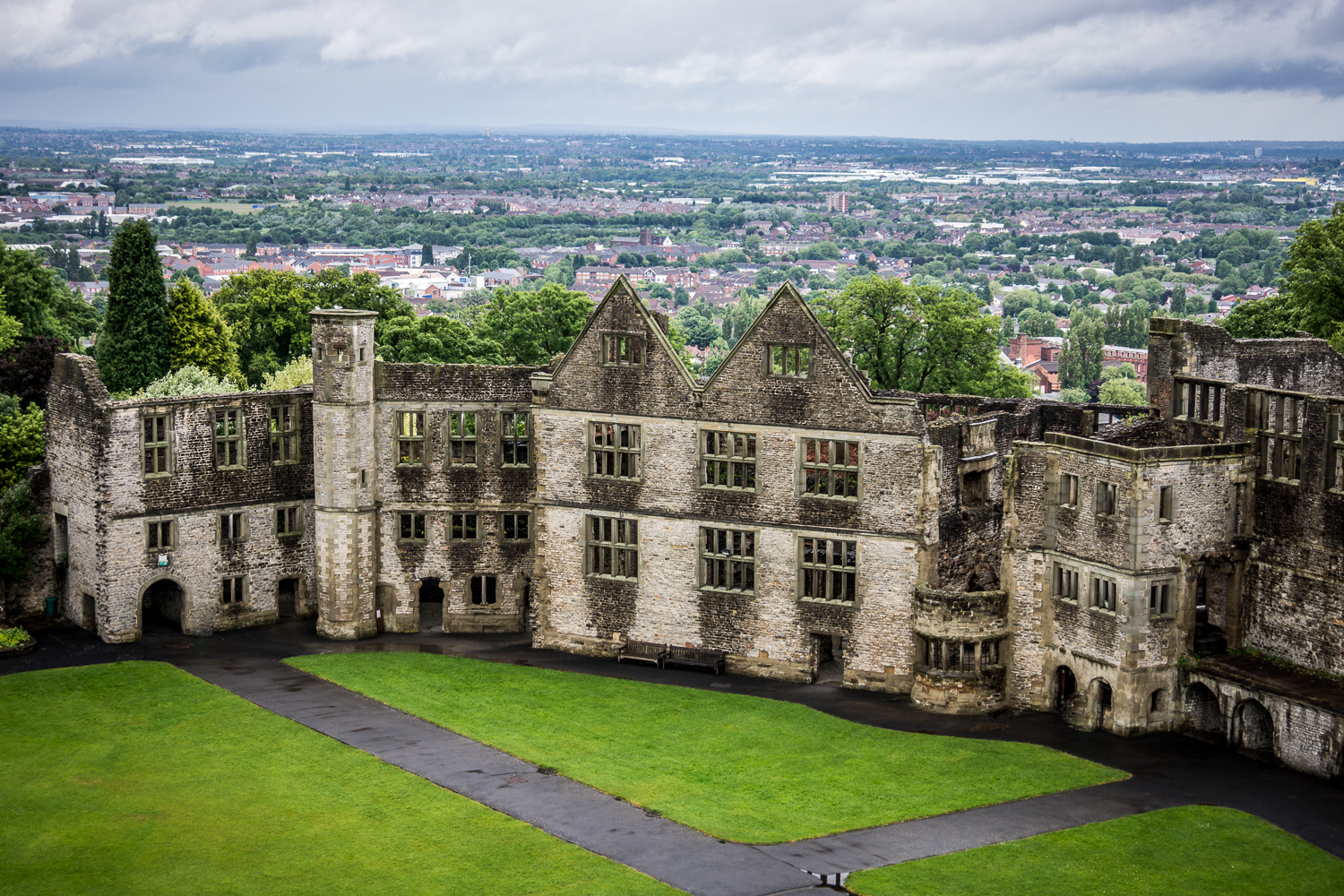
Burgruine des Dudley Castle
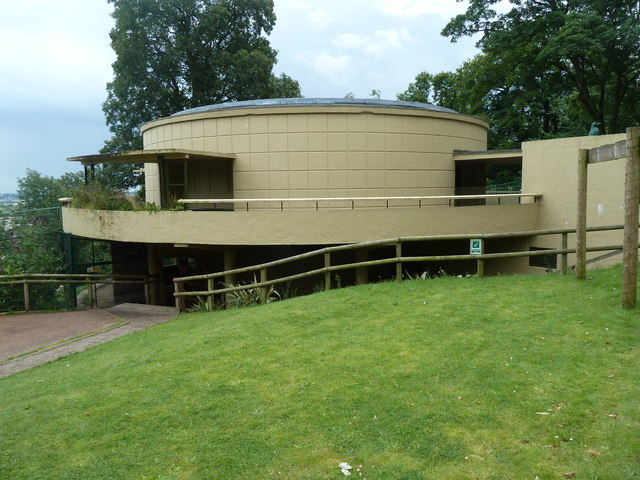
Ehemaliges Vogelhaus
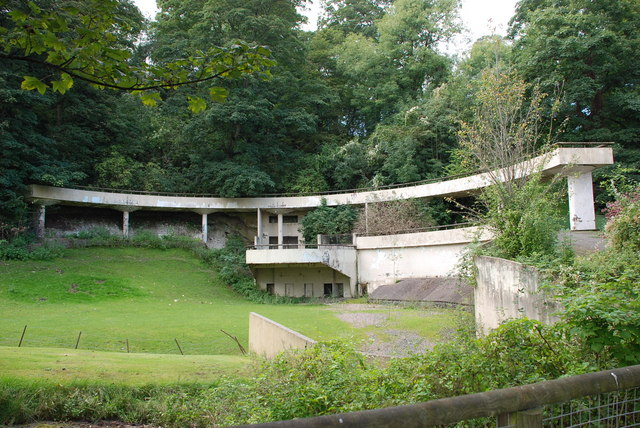
Weit ausladende Aussichtsplattform
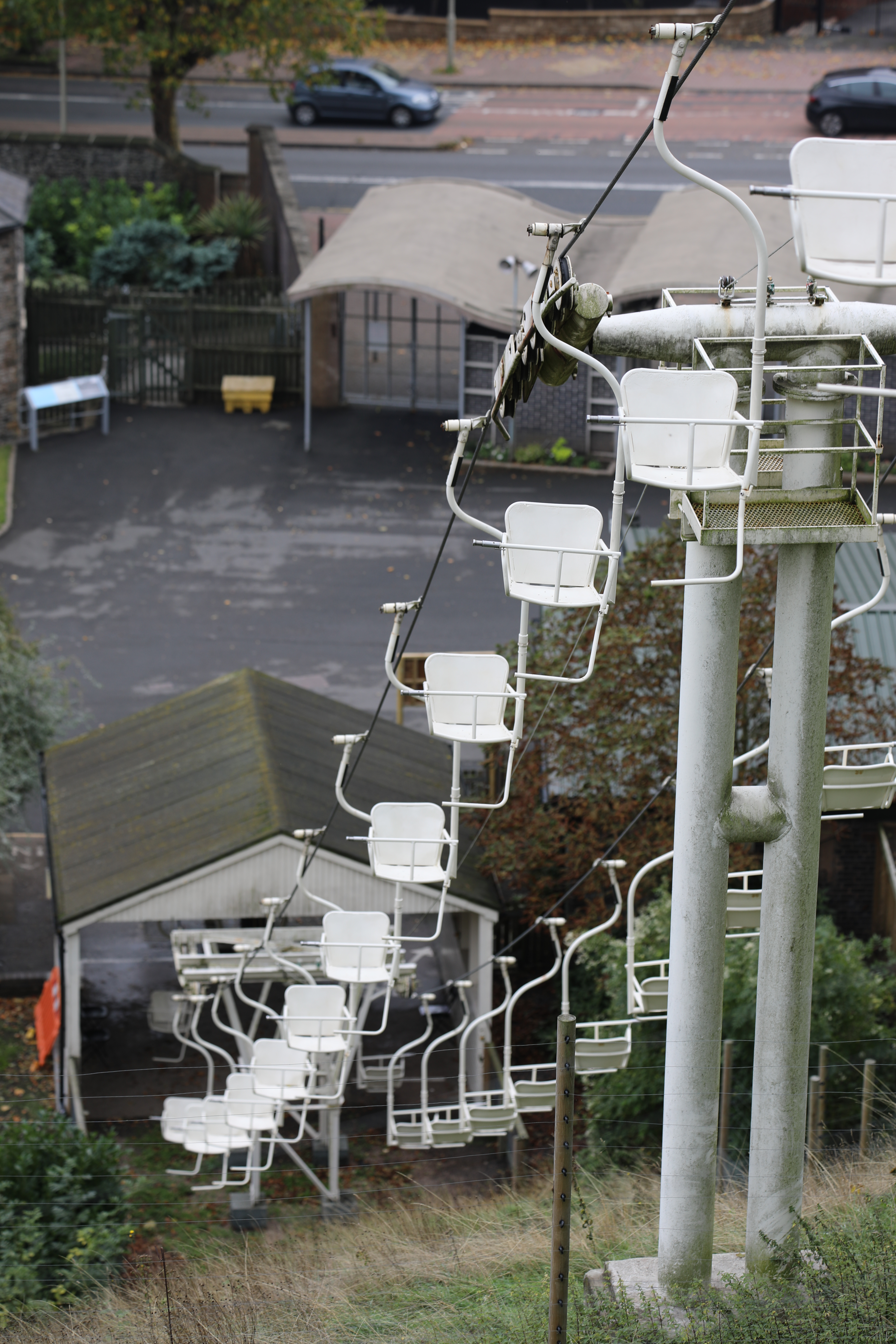
Sessellift

## Tierbestand
Im Zoo leben rund 900 Tiere aus allen Kontinenten. Schwerpunkte sind die Ausstellung von Raubtieren und Primaten, darunter mehrere Lemurenarten. Auf einem Monkey trail genannten Abschnitt durchstreifen die Besucher eine tropische Landschaft, die die Lebensräume vieler Primatenarten nachbildet. Da sich eine artgerechte Haltung von Elefanten nicht ermöglichen ließ, wurde deren Haltung 2003 beendet. Viele im Zoo gehaltene und gezüchtete Tiere werden auf der von der Weltnaturschutzorganisation IUCN geführten Roten Liste als gefährdet geführt.

## Arterhaltungs- und Schutzprogramme
Der Dudley Zoo beteiligt sich in Zusammenarbeit mit verschiedenen weltweit tätigen Naturschutzorganisationen an mehreren internationalen Ex-situ- und In-situ-Programmen. Im Laufe der Jahre wurden erfolgreiche Zuchten gefährdeter Arten, darunter des Sumatra-Tigers (Panthera tigris sumatrae), des Asiatischen Löwen (Panthera leo persica) und des Humboldt-Pinguins (Spheniscus humboldti) erreicht. Der Dudley Zoo koordiniert außerdem die Erhaltungsprogramme des Mohrenmaki (Eulemur macaco). Mitarbeiter des Zoos sitzen in Komitees und Arbeitsgruppen in den internationalen Organisationen BIAZA und EAZA.
Neben den internationalen beteiligt sich der Zoo ebenfalls an nationalen und regionalen Naturschutzprojekten. Ein besonderes Anliegen ist dabei die Erforschung der Fledermauspopulationen auf dem Zoogelände und der näheren Umgebung. In der Burgruine wurden Schlafplätze für die Tiere angelegt. Der Zoo konnte dadurch neun Fledermausarten vor Ort nachweisen, darunter die lokal seltene Kleine Hufeisennase (Rhinolophus hipposideros). Weitere regionale Programme befassen sich mit der Beringung von Stand- sowie von Zugvögeln. Auf dem Zoogelände frei lebende Kleinsäuger wurden von einer Studentin der University of Wolverhampton mit Fallen gefangen und katalogisiert. Dadurch konnte eine umfassende Kenntnis erlangt werden, welche Kleinsäugerarten das Zoogebiet bewohnen. Die Ergebnisse des Projekts wurden 2021 unter dem Titel The effects of a zoo environment on free-living, native small mammal species (Die Auswirkungen einer Zooumgebung auf frei lebende, einheimische kleine Säugetierarten) veröffentlicht.

## Galerie
Die nachfolgende Bildauswahl zeigt einige Säugetiere aus dem Bestand des Dudley Zoos:

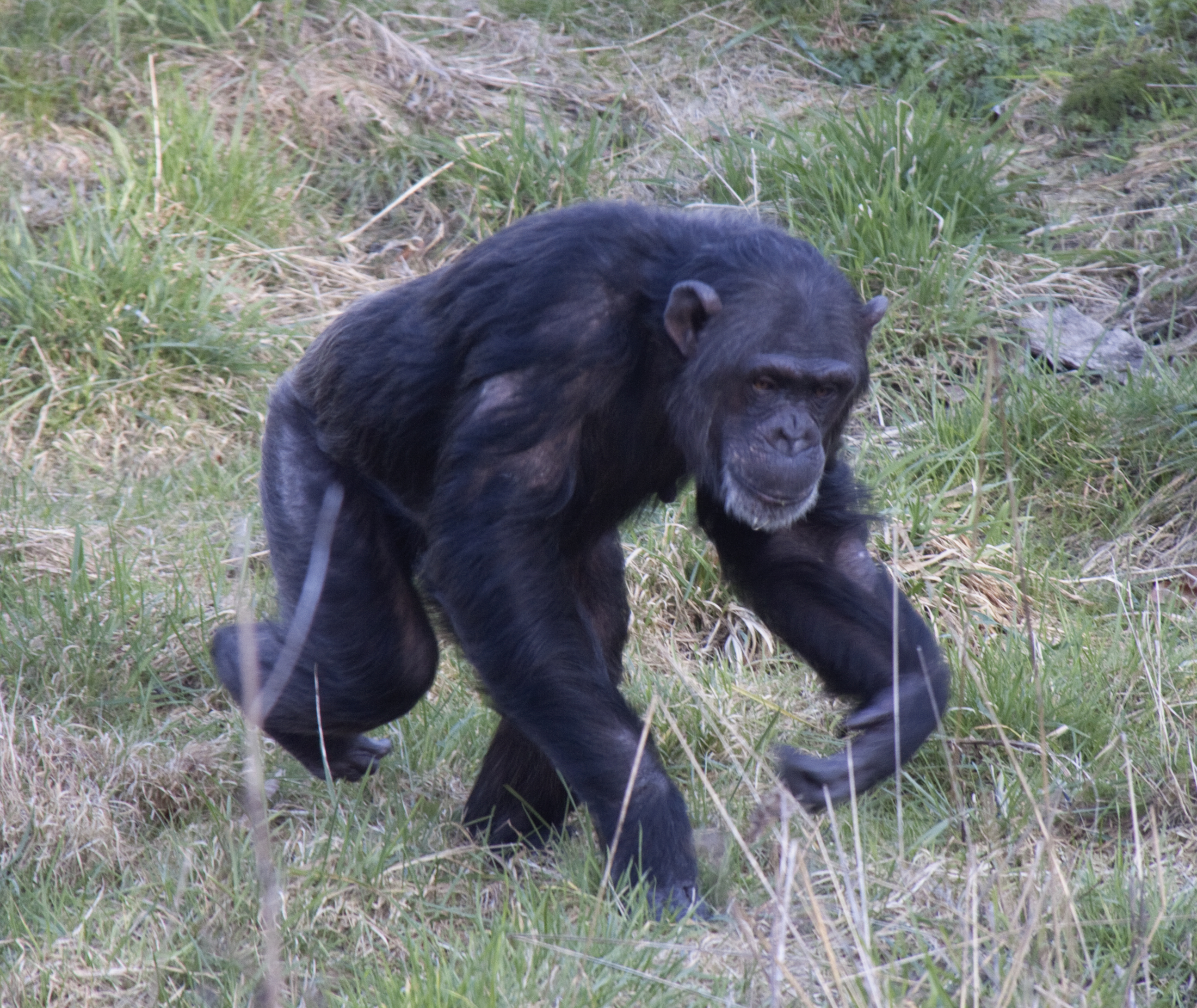
Gemeiner Schimpanse
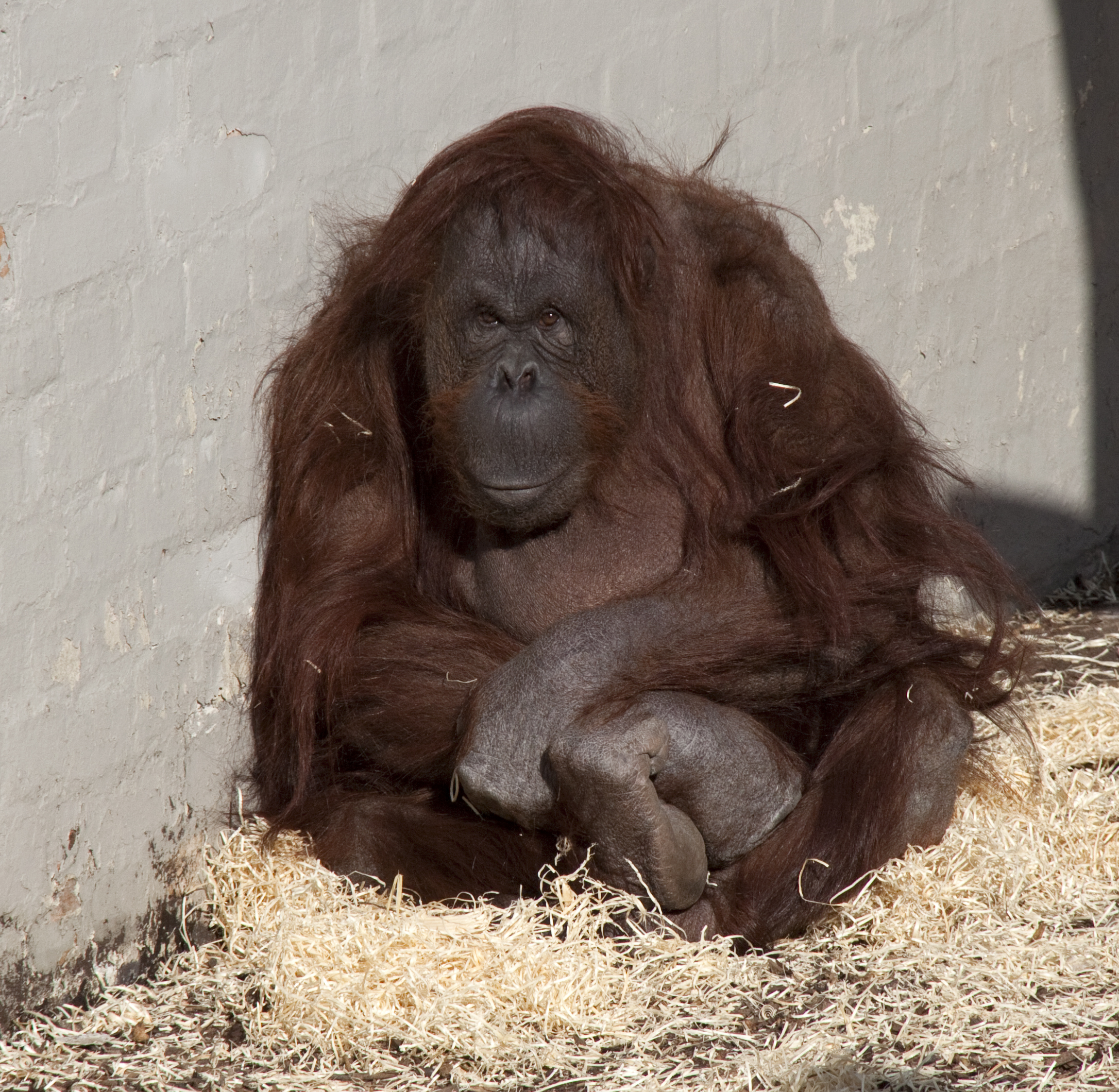
Borneo-Orang-Utan
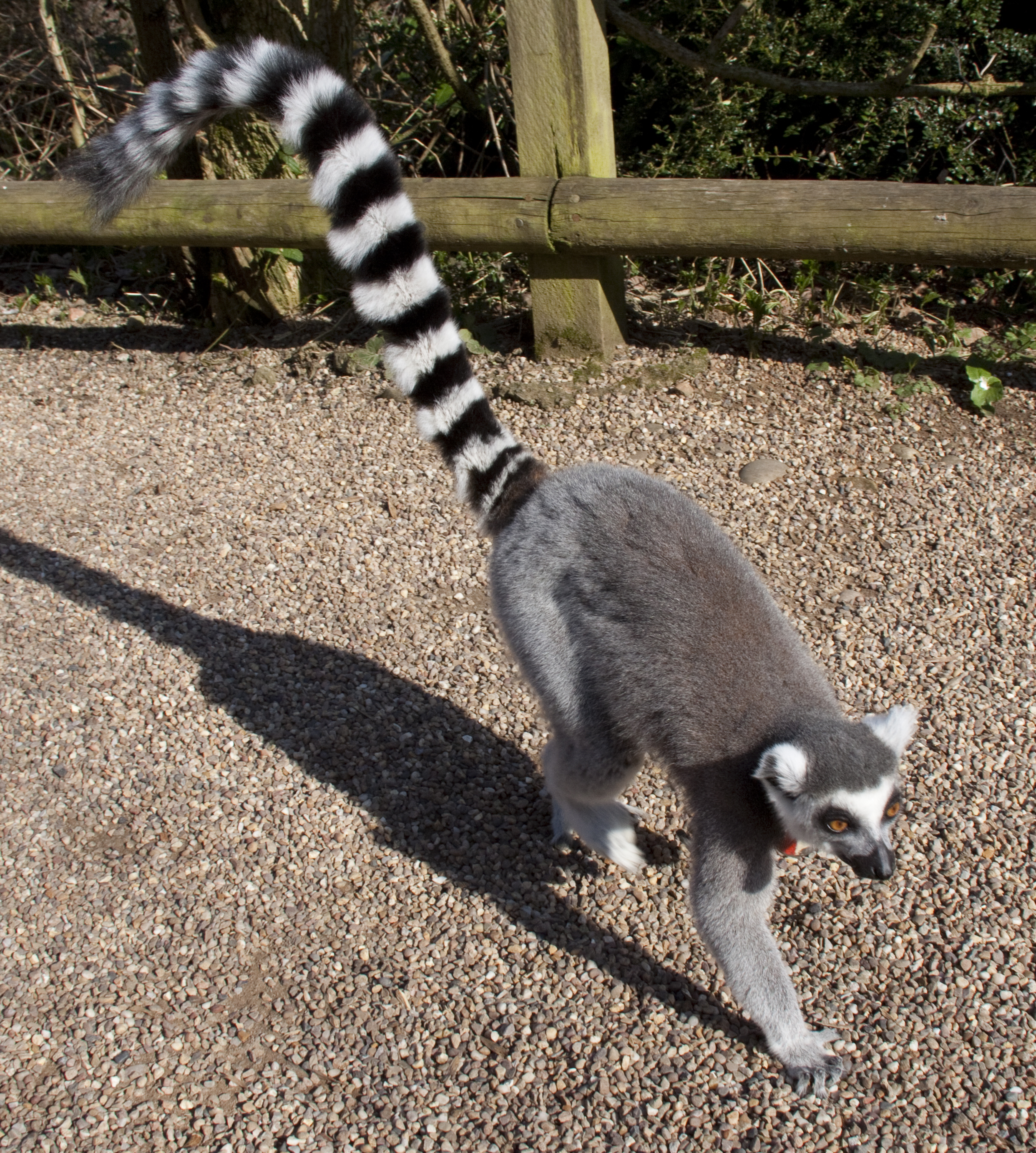
Katta
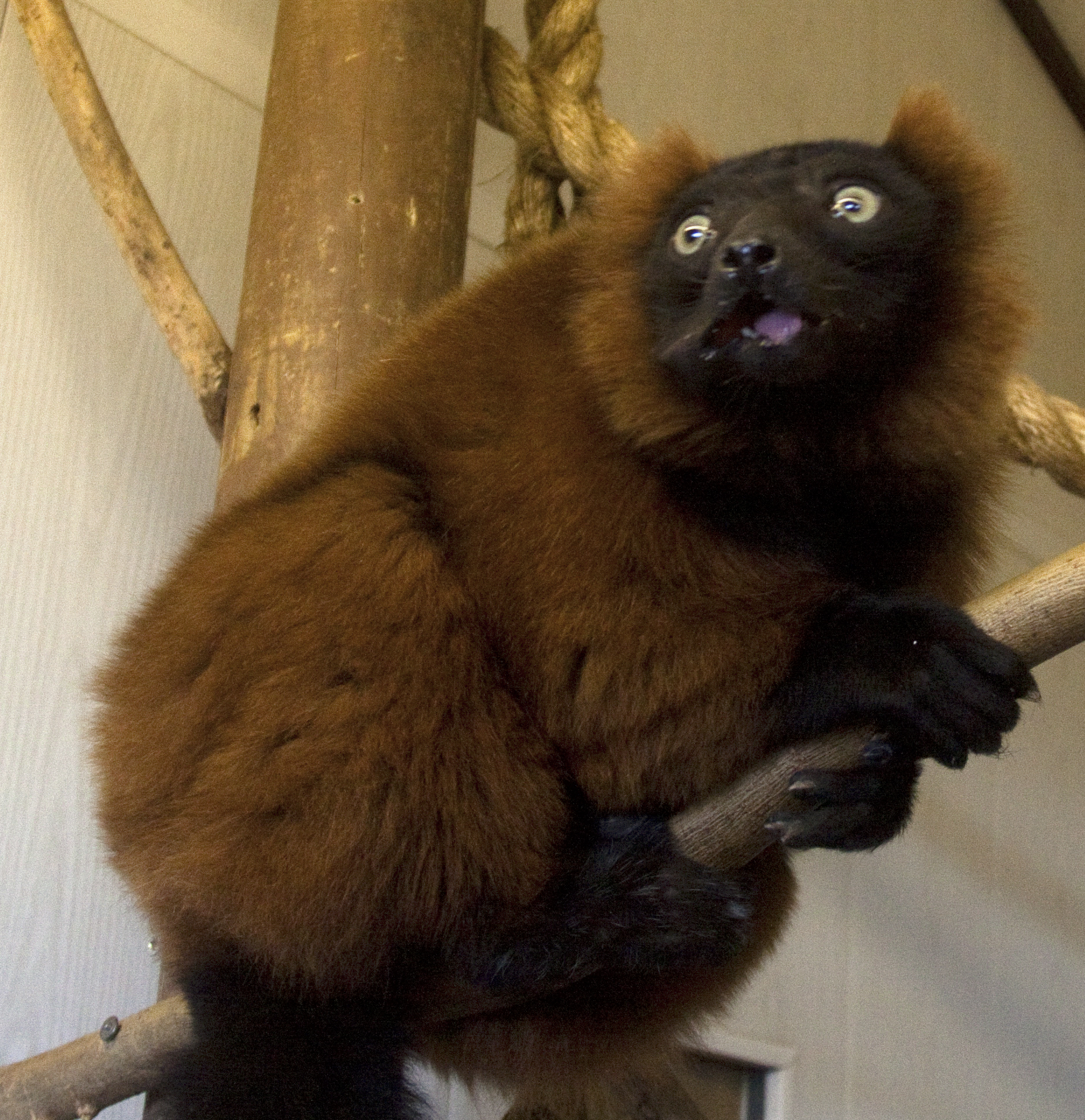
Roter Vari
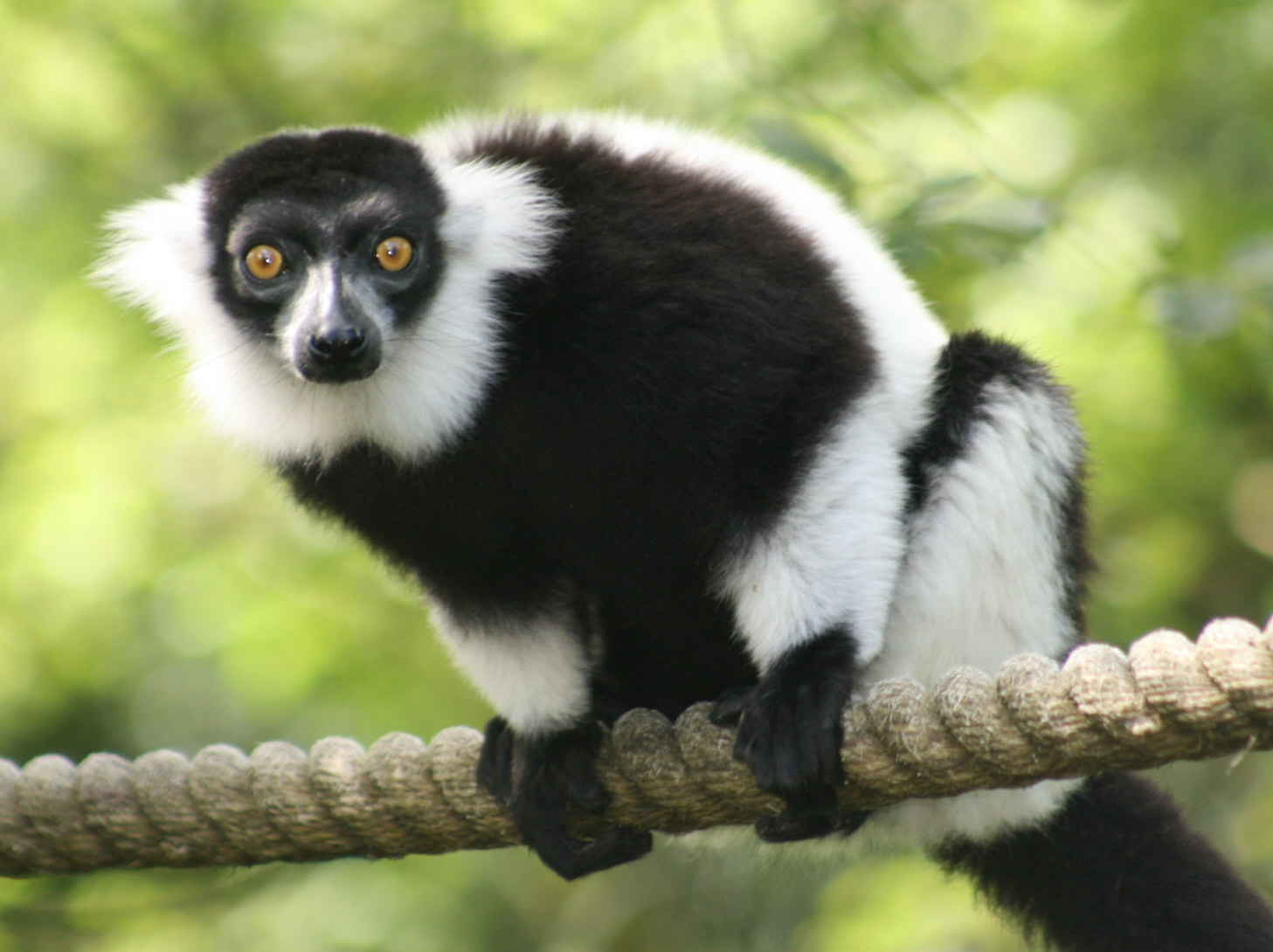
Schwarzweißer Vari
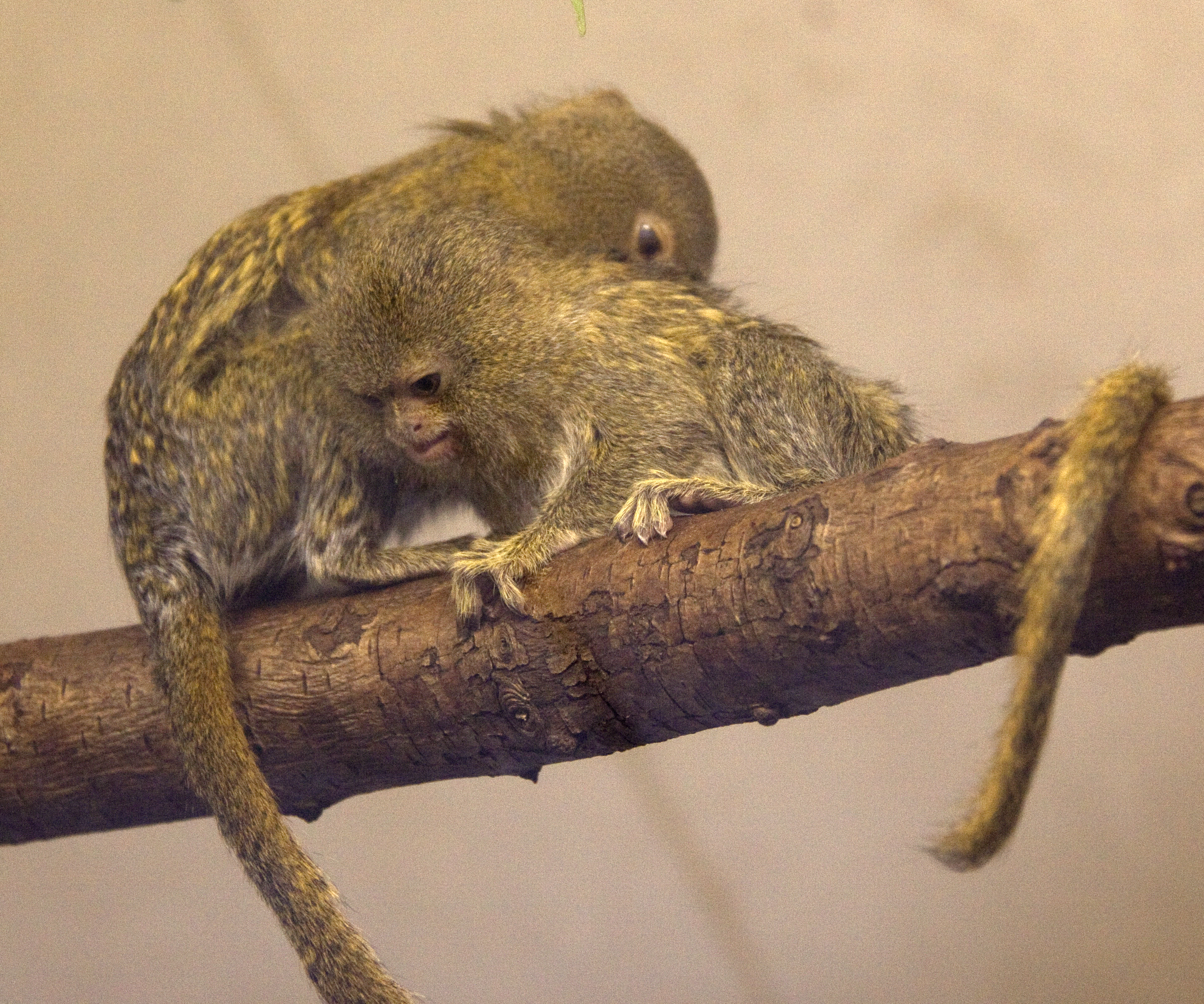
Gelbbauch-Zwergseidenäffchen
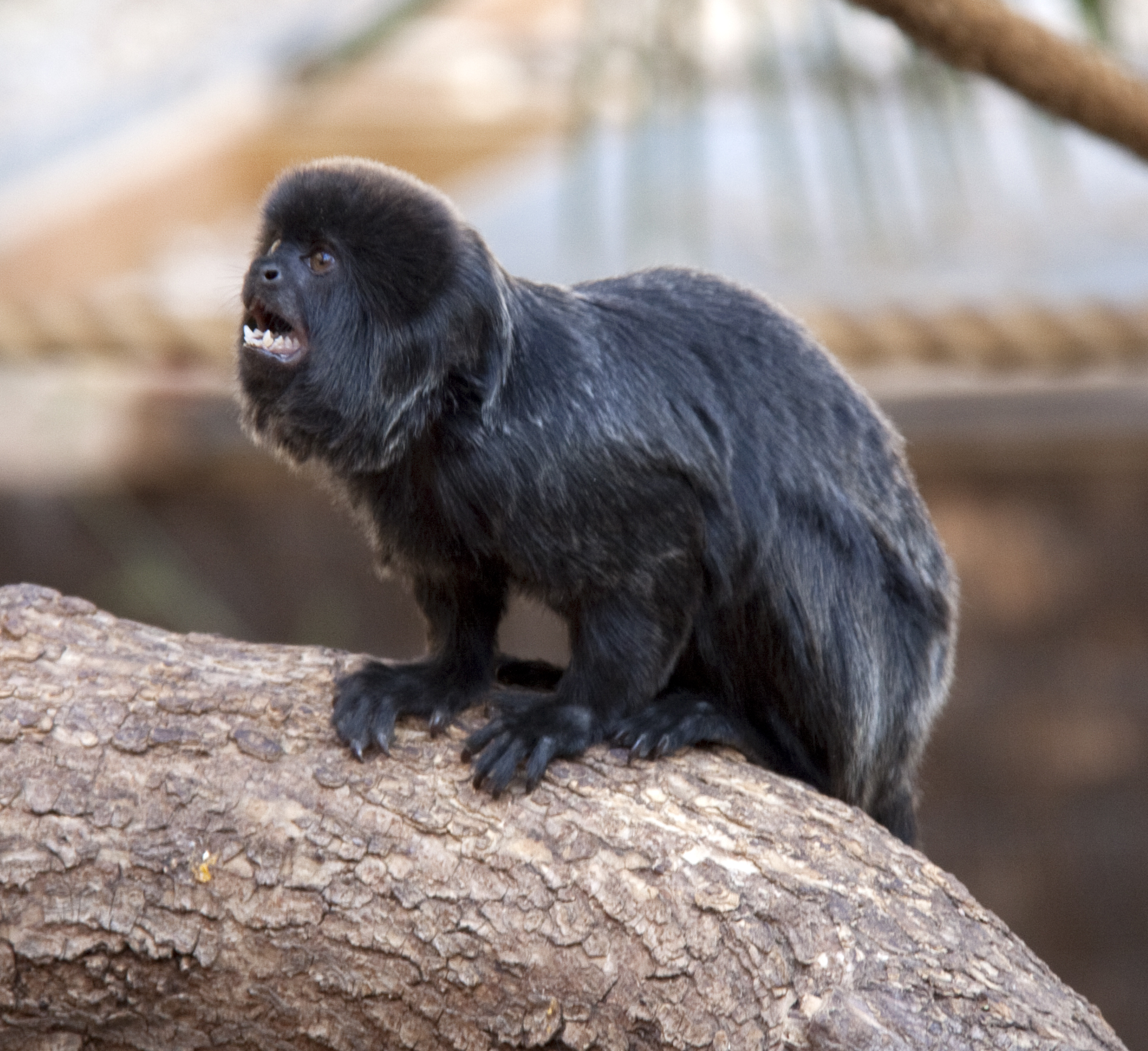
Springtamarin
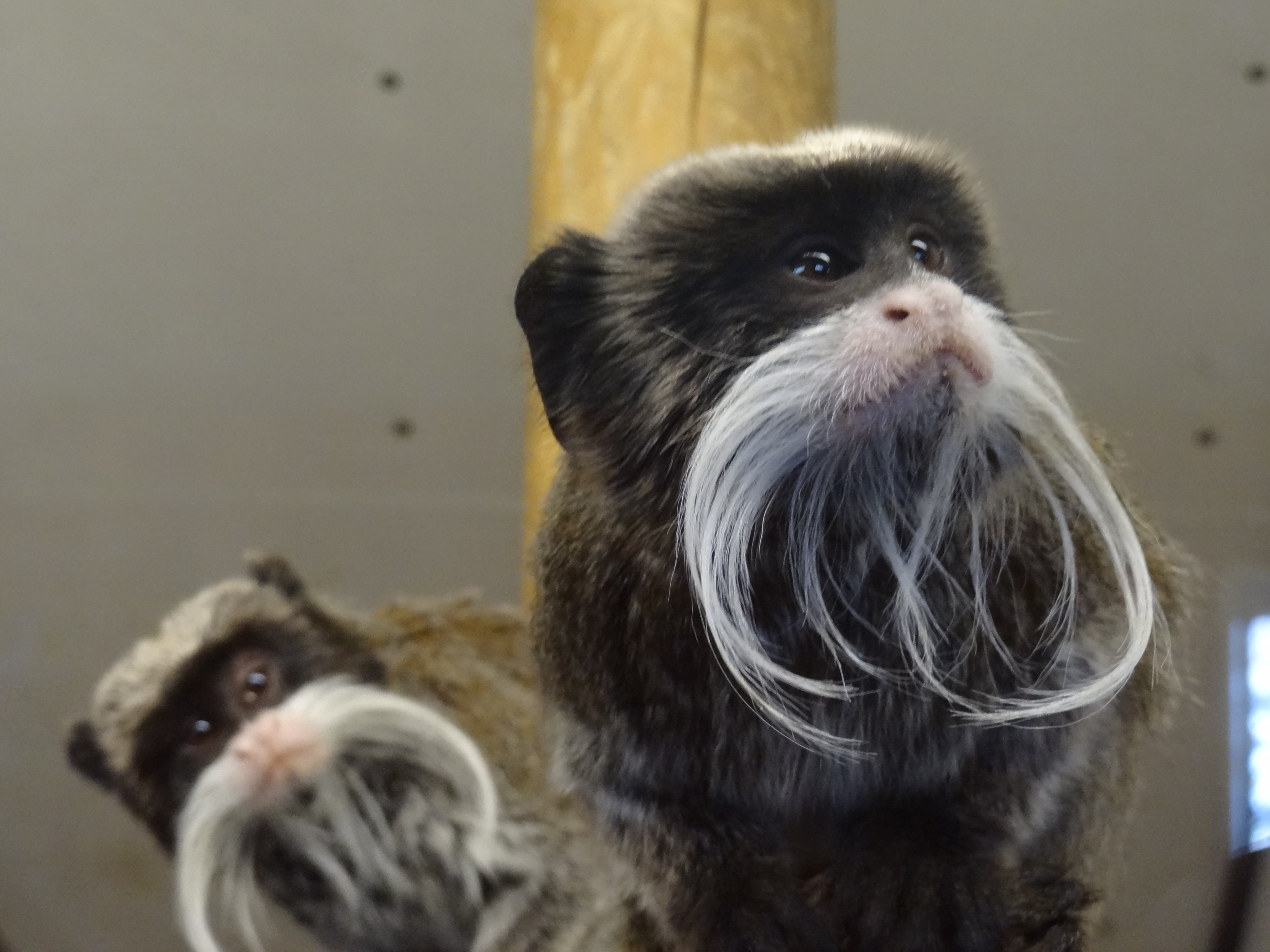
Kaiserschnurrbarttamarine
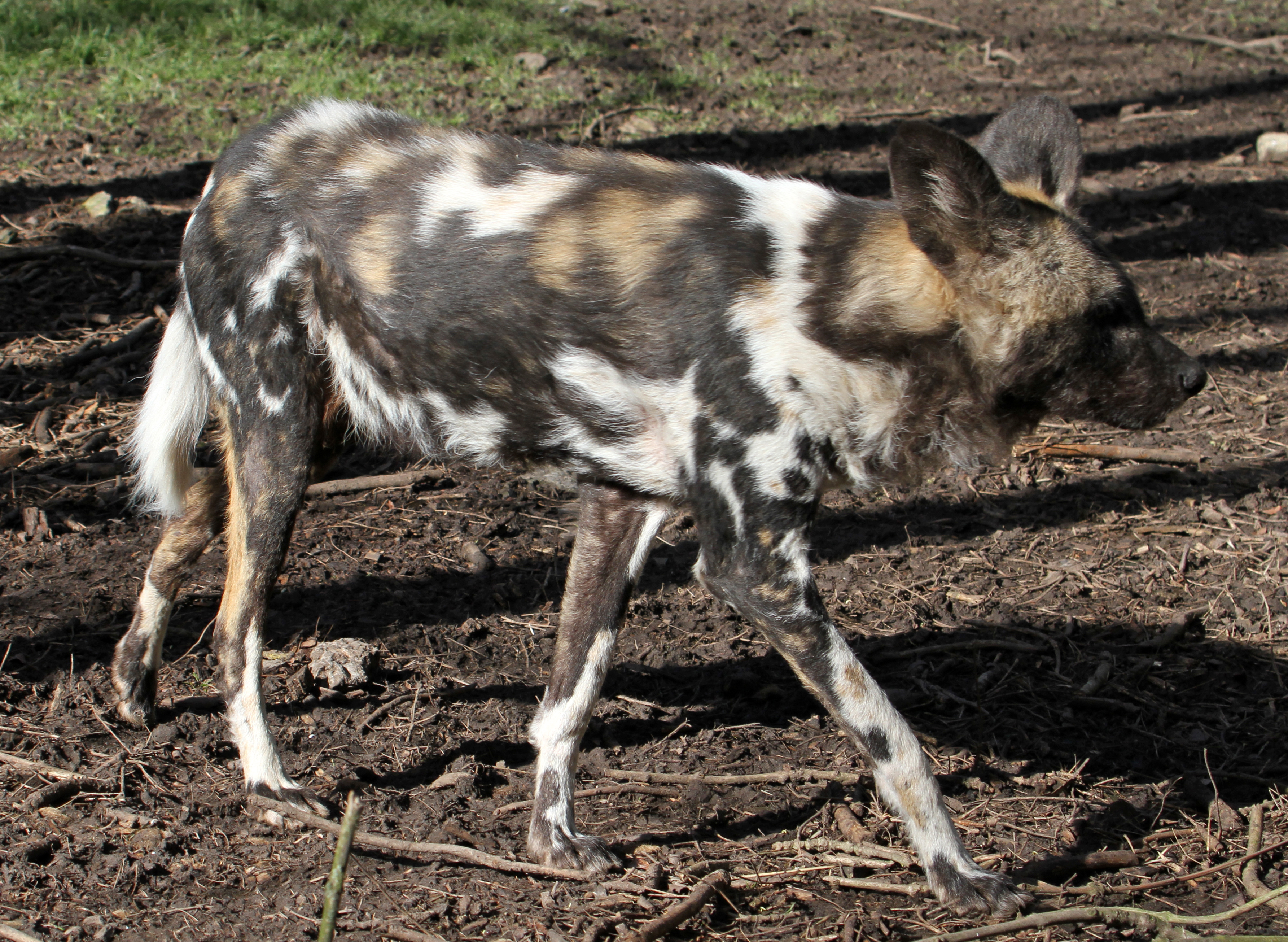
Afrikanischer Wildhund
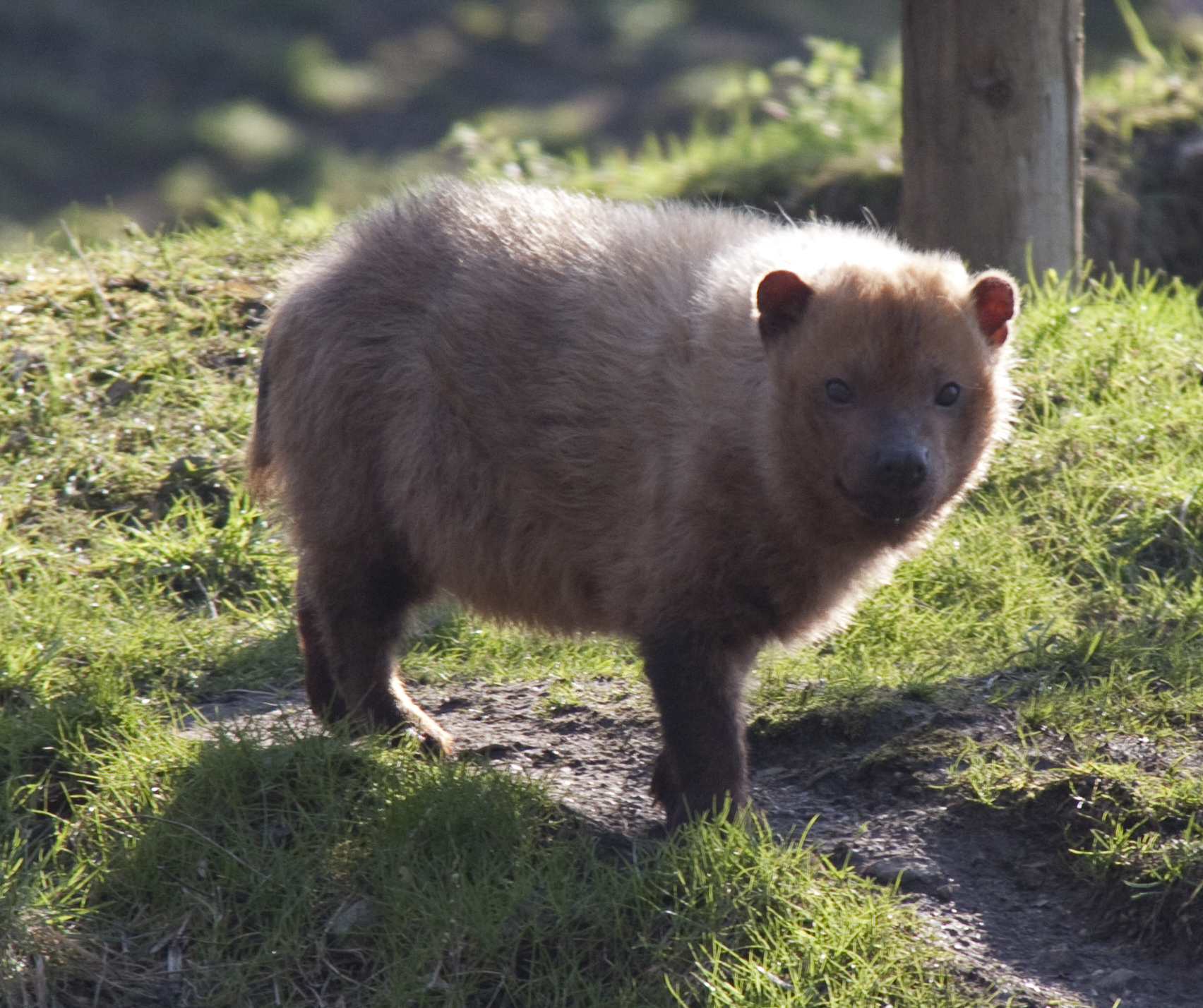
Waldhund
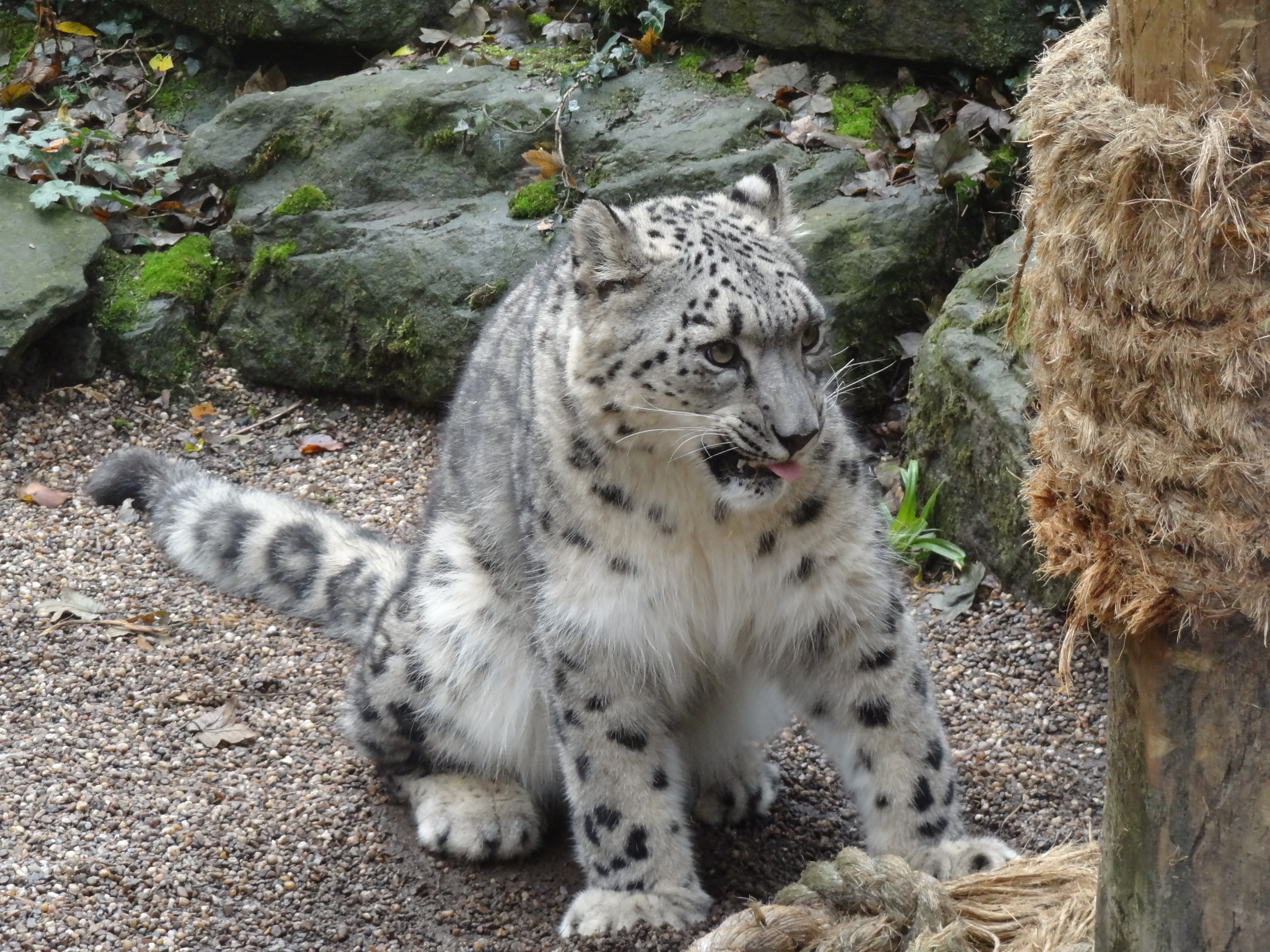
Schneeleopard
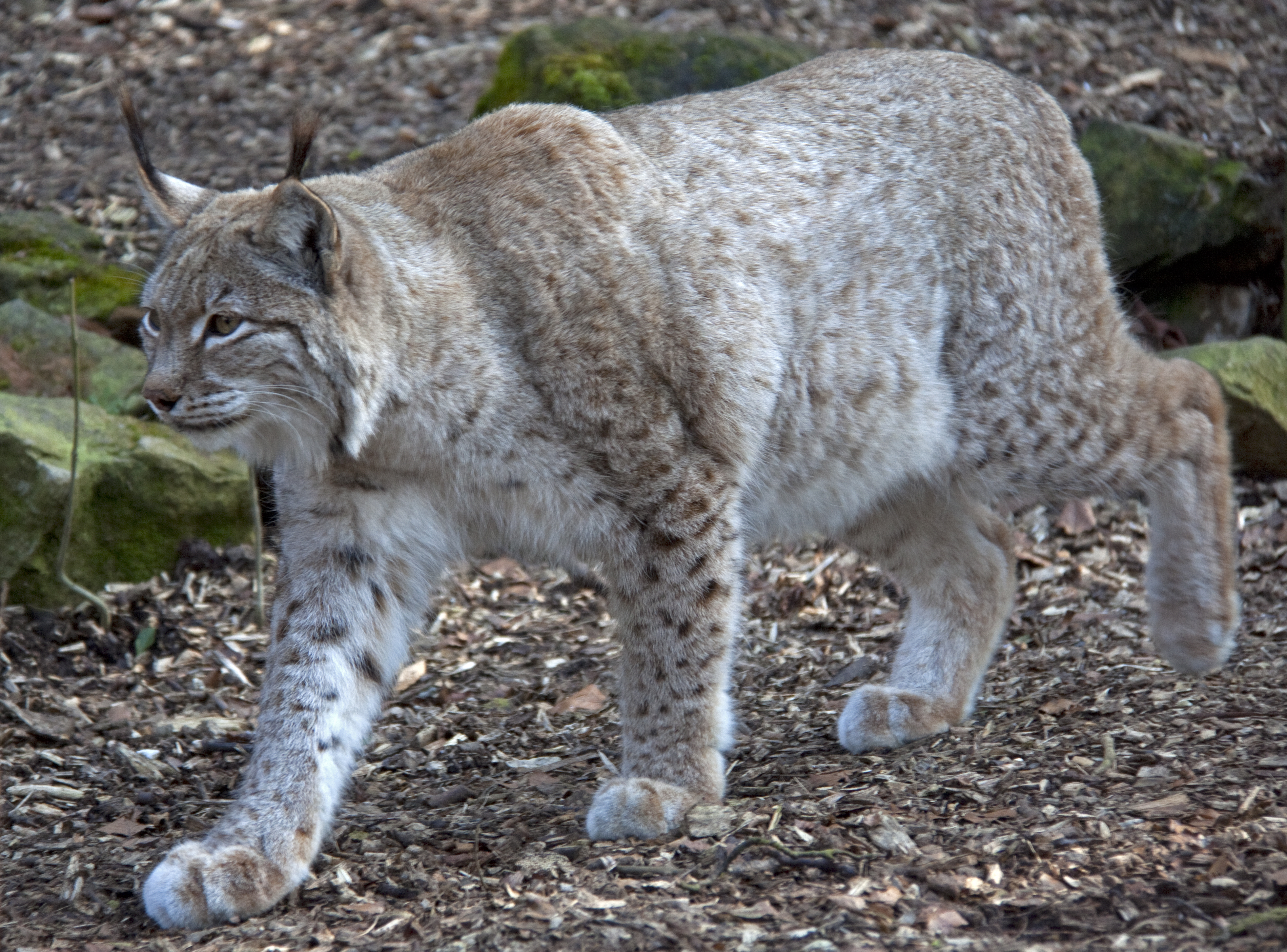
Eurasischer Luchs
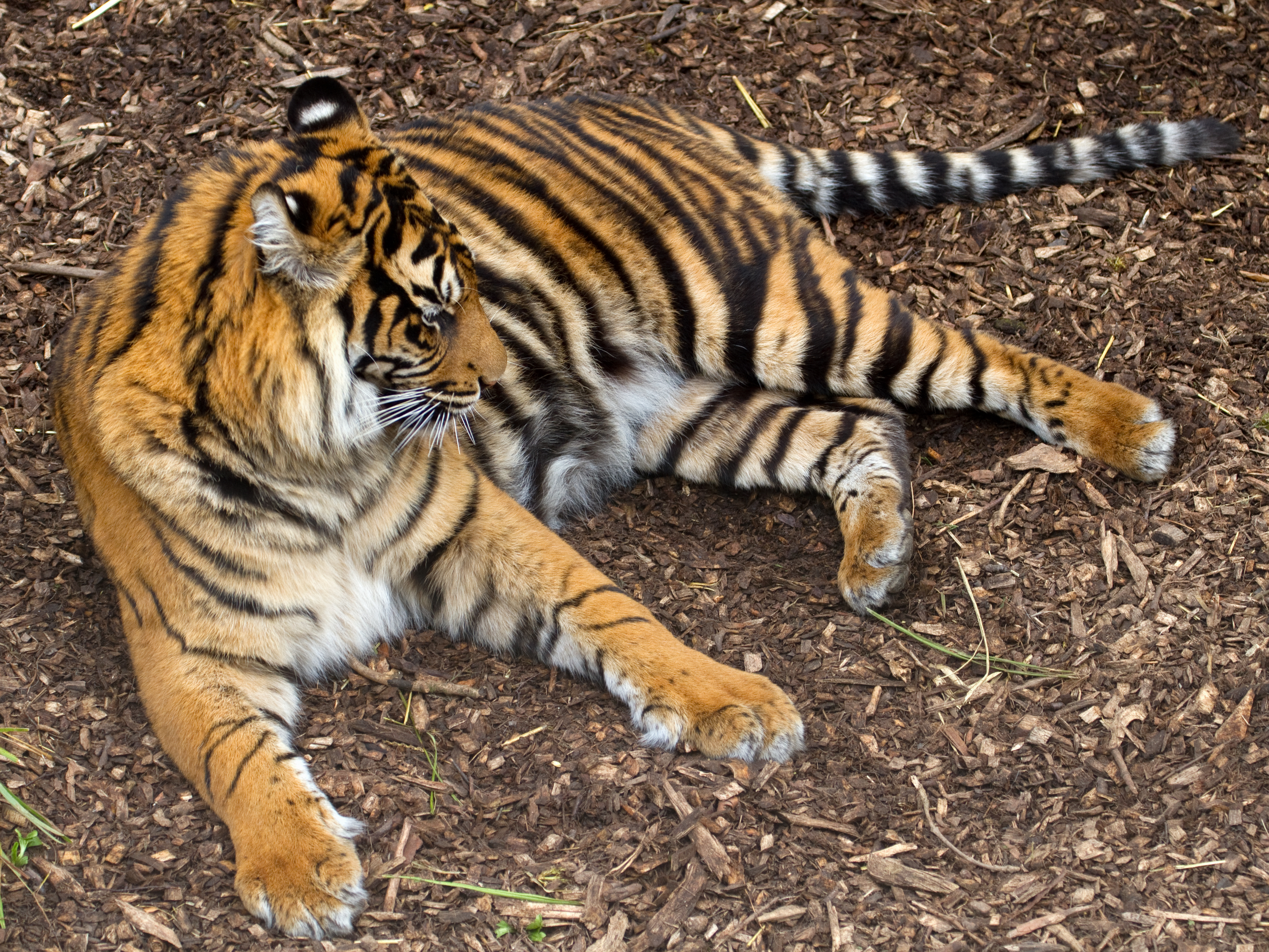
Sumatra-Tiger